# Stanisław Kohn
Stanisław Kohn (ur. 1895 w Warszawie, zm. 1940 w Palmirach) – polski lekarz i szachista żydowskiego pochodzenia.

## Życiorys
Syn Dawida (dentysta) i Czesławy z domu Alter. Urodził się na warszawskiej Pradze. W 1901 roku rodzina przeprowadziła się do lewobrzeżnej części miasta. W wieku 11 lat zaczął uczęszczać do III Gimnazjum Filologicznego w Warszawie przy Krakowskim Przedmieściu 3. W 1915 roku po zdaniu egzaminu maturalnego przyjęto go na Wydział Medyczny Uniwersytetu Warszawskiego. Nie podjął jednak studiów. W sierpniu 1915 roku do Warszawy wkroczyły wojska niemieckie, a rodzina Kohnów wyjechała na wschód. Osiedlili się w Jekaterynosławiu. W tym mieście Stanisław Kohn wstąpił do miejscowego klubu szachowego i zadebiutował w turnieju.
W 1918 roku rodzina Kohnów powróciła do Warszawy. Stanisław Kohn podjął studia medyczne i równolegle pedagogiczne. Wstąpił do Wojska Polskiego i w czasie wojny polsko-bolszewickiej służył w służbach sanitarnych na froncie. W 1927 roku ukończył studia i uzyskał tytuł doktora wszech nauk lekarskich. 
W czasie studiów był członkiem Akademickiego Związku Szachowego i Warszawskiego Towarzystwa Zwolenników Gry Szachowej. Na przełomie 1921/1922 roku zdobył tytuł akademickiego mistrza Warszawy pokonując Karola Piltza 3:1.
W 1923 roku wygrał eliminacje do paryskiej olimpiady szachowej uzyskując 10 punktów w 11 partiach. Reprezentował Polskę na nieoficjalnej olimpiadzie szachowej w Paryżu w 1924 roku. W turnieju o mistrzostwo Polski w Warszawie w roku 1926 zdobył brązowy medal, wyprzedzili go tylko Dawid Przepiórka i Paulin Frydman. Był mistrzem Warszawy w 1927 roku. W II Mistrzostwach Polski uzyskał dzielone V–VII miejsce. W związku z pracą zawodową grą w szachy zajmował się sporadycznie. Pracował jako lekarz w Łowiczu, Kolnie, Pułtusku, Mławie oraz m.in. w Borysławiu. 
W 1931 roku wygrał poboczny turniej olimpijski w Pradze. W 1936 roku Stanisław Kohn, podobnie jak Izaak Appel, Jakub Kolski i Achilles Frydman odmówił udziału w Olimpiadzie w Monachium organizowanej przez nazistów. 
W latach 30 XX wieku powrócił do Warszawy. W 1935 roku wystartował w mistrzostwach Warszawy, ale z powodu choroby musiał się wycofać z rywalizacji.
Z zawodu był lekarzem. Podczas II wojny światowej aresztowany przez Gestapo w kawiarni szachowej redaktora J. Kwiecińskiego przy ul. Marszałkowskiej 76 (w oficynie). Między 18 a 25 stycznia 1940 roku Niemcy urządzili kocioł w kawiarni Kwiecińskiego, aresztując przybyłych tam szachistów. Niemcy, za brak żydowskiej opaski na rękawie, pobili Stanisława Kohna. Ponad 30 zatrzymanych graczy przewieziono do więzienia na ulicę Daniłowiczowską. Tu dzięki strażnikom przemycono szachy i zorganizowano turniej o mistrzostwo „Daniłowiczowskiej”. Z graczy żydowskich grali m.in. Dawid Przepiórka, Stanisław Kohn, Mojżesz Łowcki, H. Młynek, Achilles Frydman i Moryc Abkin. Po 3 dniach Niemcy zwolnili szachistów Polaków, w związku z tym turniej dokończony został bez części graczy. Turniej ten, w którym prawdopodobnie najlepszy okazał się Mojżesz Łowcki, był w ich życiu ostatnim – wszyscy zostali rozstrzelani przez hitlerowców w Palmirach.
Rozstrzelany wraz z innymi żydowskimi szachistami pomiędzy w styczniem a marcem 1940 roku w Palmirach.
Był jednym z najsilniejszych polskich szachistów okresu międzywojennego.